# Vesicularia tophacea
Vesicularia tophacea är en bladmossart som beskrevs av C. Müller 1901. Vesicularia tophacea ingår i släktet Vesicularia och familjen Hypnaceae. Inga underarter finns listade i Catalogue of Life.